# .mz
.mz este un domeniu de internet de nivel superior, pentru Mozambic (ccTLD).